# 蒙茅斯的杰弗里
蒙茅斯的杰弗里（拉丁語：Galfridus Monemutensis, Galfridus Arturus，1095/1100年–1155年）是一名英国聖職者，也是英国史学发展的主要人物之一，著名的亚瑟王故事的编撰者。他最为出名的作品是他的编年史《不列颠诸王史》（拉丁語：或）。《不列颠诸王史》作为他广受欢迎的著作，已经从拉丁文被翻译成多个语言版本。它在16世纪被认为是可信的。但现代研究认为其记述的历史是不可靠的。

## 生平
杰弗里大约出生于1095年 的威尔士或威尔士边界地区。 他于1129年成年，因为他的名字在一份特许状上。
在他的著作《历史》中，他将自己的名字记为Galfridus Monemutensis，意思是“蒙茅斯的杰弗里”，这表明他与威尔士蒙茅斯郡的重要联系，蒙茅斯很可能是他的出生地。杰弗里的作品显示出他对该地区的地名有一些了解 对同时代的人来说，杰弗里被称呼为Galfridus Artur(us)或者其他变体。 这些名字中的“亚瑟”（Artur）可能是他父亲的名字，或者是基于杰弗里学术兴趣的昵称。
早期的学者认为杰弗里是威尔士人，或者至少能够讲威尔士语。 但杰弗里对于威尔士语的理解似乎知之甚少， 并且现代研究显示，并没有真正的证据表明杰弗里是威尔士人或者是坎布洛-诺曼血统的人，不像威尔士的杰拉德。 他可能来自威尔士边境国家的那些说法语的精英阶层，比如杰拉德和沃尔特·曼普（Walter Map）以及格洛斯特的伯爵罗伯特。根据弗兰克·斯坦顿的说法，杰弗里的父母可能是参加威廉一世的征服并定居在威尔士东南部的众多布列塔尼人中的一员。 蒙茅斯在1075 年及1086年时处在布列塔尼统治者的统治之下。并且，Galfridus和Arthur（如果被解释为父名）相较于威尔士人，在布列塔尼人中更为常见。 
杰弗里可能曾在蒙茅斯的本笃会修道院服务中过一段时间 ，但他成年后的大部分时间似乎都是在威尔士以外度过的。在1129年到1151年之间，他的名字出现在牛津地区的6个特许状上，有时也被称为“老师”（magister）。 他可能是圣乔治学院的长期法政牧师。杰弗里签署的所有特许状也由牛津大学的副主教沃尔特（同时也是法政牧师）签署。另一个经常联名签署的人是蒙茅斯的拉尔夫，林肯郡的法政牧师。
在1152年的2月24日, 在兰贝斯，大主教西奥博尔德任命杰弗里为圣阿萨帕的主教，这发生在10天前任命他为威斯敏斯特的牧师之后。刘易斯·索普写道：“没有证据表明他曾拜访过他的教区。事实上，欧文·格温内德之战让这变得极无可能。” 据威尔士编年史记载，在1155年12月25日至12月24日期间，他似乎已经去世，当时他的继任者理查（Richard）接替了他的职位。

## 《不列颠诸王史》
杰弗里写了几本有趣的作品，都是用拉丁语写的。他的主要作品是《不列颠诸王史》，也是现代读者所熟知的作品。作品讲述了英国的历史传说，从布鲁图斯，特洛伊英雄埃涅阿斯的后代开辟不列颠，到公元7世纪卡德瓦拉德的死亡，尤利乌斯·凯撒入侵英国，双王李尔和辛白林（后来经威廉·莎士比亚改编后盛行不衰），以及最早的相对成熟的亚瑟王故事。
杰弗里声称他的贡献是翻译这本“不列颠语言的古书，以有序的方式讲述了英国所有国王的事迹”，这本书是由牛津大学的沃尔特副主教送给他的。现代历史学家驳斥了这种说法。.该书更有可能是副主教为杰弗里提供了一些用威尔士语撰写的资料，帮助激发了他的创作，因为杰弗里的地位和他与副主教的泛泛之交，并不能使他能够编造这样的主张。 该书大部分基于《不列颠人的历史》，一部9世纪的威尔士-拉丁语历史编，比德的《英吉利教会史》以及六世纪吉尔达斯的《De Excidio et Conquestu Britanniae 》。再结合吟游诗人的口头传颂，以及杰弗里的想象。在罗伯特·托里尼和亨廷顿的亨利交换手稿材料的时候，罗伯特给亨利一份《不列颠诸王史》副本。罗伯特和亨利都毫无怀疑将其认为是真实的历史，并随后在他们自己的作品中使用。这意味着有一些杰弗里的小说成为了通俗历史的一部分。
《不列颠诸王史》 现在通常被看作是一个国家神话的文学作品，它几乎没有可靠的历史。这使得许多现代学者同意纽堡的威廉的说法。他在1190年写道，“很明显，这个人写的关于亚瑟和他的继任者的一切，或者说从他的前任沃提冈开始，一部分由他自己，一部分由其他人捏造的。” 其他同时代的人也不相信杰弗里的"历史"。例如，威尔士的格拉德讲述了一个被魔鬼附身的人的经历:“如果邪恶的灵魂太过压迫他，圣约翰的福音就会被放在他的胸膛上，就像鸟儿一样，他们立刻就消失了;但当这本书被删除后，英国人的历史被“杰弗里·阿瑟”（Geoffrey Arthur）所取代，他们的数量便瞬间暴涨，在他的身体和书中停留更长的时间。"
然而，杰弗里的主要作品在整个中世纪西欧广为流传:阿克顿·格里斯卡姆 在1929年列出了186个现存的手稿。 它以各种形式展现了不同形式的二次创作，包括翻译/改编，比如安格鲁-诺曼人华斯的罗曼·德·布鲁特、中世纪英格兰人莱亚蒙的布鲁特（Brut of Layamon），以及一些被称为“Brut y Brenhinedd”（Brut of the kings）的匿名威尔士语版本(“Brut of the kings”)。 
在2017年，在伯恩茅斯大学建立的“失落的凯尔特不列颠之声”计划的初步成果，由首席作家迈尔斯·罗素(Miles Russell)发布。 研究的主要结论是，《不列颠诸王史》尽管经过了数个世纪的编纂，它所描述的，似乎包含了重要的可论证的考古事实。 虽然蒙茅斯的杰弗里显然是为了一个更广泛的政治目的而写作，他似乎把一大堆不同的来源材料拼凑在一起，包括民间传说、编年史、王朝表、口述故事和吟游诗人的颂歌，其中一些已经不可避免地被篡改或毁坏。在这样做的过程中，杰弗里运用了大量的改编，对信息进行了篡改，并消除了明显的不一致，从而创造了一个宏大的叙事。他所使用的大部分信息都可以从两个离散的来源得到:一是经由口头讲述, 卡图维勒尼人和特里诺文特人的英雄史诗 ，两个在黑铁时代末期居住于不列颠中部东南部，基本上支持罗马人的部落；二是英国西部重要的后罗马王朝统治领土的国王名单。 在这一过程中，他将这一原始材料进行了延伸、切割、修改和重新编辑，并在后罗马历史中加入了更多的信息，也包括了“黑暗时代”和中世纪早期的作家，如吉尔达斯和比德。

## 其他著作
杰弗里最早的作品可能是梅林預言集（Prophetiae Merlini），于1135年之前撰写，并且其文章相对独立，但被合并在《不列颠诸王史》中。它包含了由梅林述说的一系列的晦涩的预言，杰弗里声称这是由一种未知的语言翻译出来的。
杰弗里对梅林以及亚瑟的传说的编纂和重塑在后来的文学作品中引起了“梅林和亚瑟”传说的广泛流行，时至今日仍然如此流行，学者们普遍认为他是亚瑟王传说的主要开创者。 他对亚瑟王的传奇的影响是如此巨大，以至于亚瑟王的作品被归类为“前”或“后杰弗里”，这取决于他们是否受到杰弗里的影响。
杰弗里的第三个作品是另一首六步诗梅林傳（Vita Merlini，意為“梅林的生平”）。它与其他作品相比，更为注重传统的梅林题材;他在这里被称为森中的梅林 (Merlinus Sylvestris) 或是苏格兰人梅林。他被描绘成一个生活在森林里的疯狂的流浪者。故事是在《梅林传奇》的时间线之后很久才开始的，但作者试图将这些作品与疯先知之前与佛提冈和亚瑟的事件联系起来。《梅林傳》没有广泛流传，并且杰弗里的署名只出现在13世纪晚期的一篇手稿中，但它的结构和内容中包含了明显的杰弗里元素，大多数文学批评家都认为这是他的作品。